# Mustafa Ceceli
 (avril 2016).
Si vous disposez d'ouvrages ou d'articles de référence ou si vous connaissez des sites web de qualité traitant du thème abordé ici, merci de compléter l'article en donnant les références utiles à sa vérifiabilité et en les liant à la section « Notes et références ».

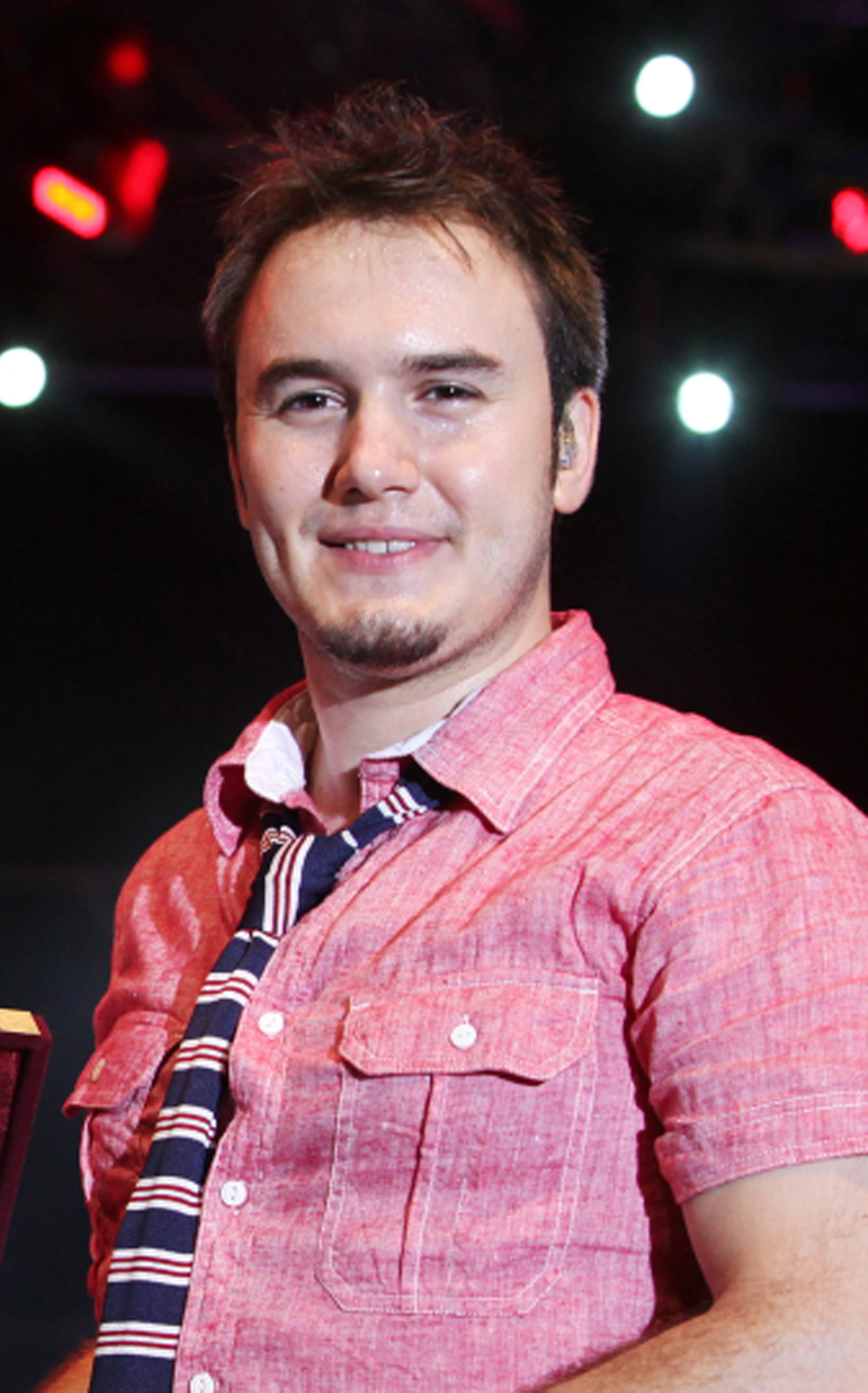
Mustafa Ceceli en 2012

Mustafa Ceceli, né le 2 novembre 1980 à Ankara, est un chanteur, compositeur et producteur turc. 
Il commence sa carrière de producteur dans le domaine de la musique en 2003 et reçoit un grand succès. Son premier single Limon çiçekleri sort en 2008, et il sort son premier album Mustafa Ceceli en 2009, qui lui permet de recevoir pour la première fois un prix MU-YAP. Mustafa Ceceli a reçu plusieurs autres prix pour ses propres chansons, mais également en tant que compositeur et parolier pour d'autres artistes. 
Sa chanson Es, qui porte le même nom que son deuxième album, a été classée deuxième dans la liste des meilleures chansons sur la plateforme TTNet Müzik avec 9 millions d'écoutes. 
En 2014, il sort son troisième album, Kalpten, dont est issu un duo avec la chanteuse Lara Fabian : Al Götür Beni / Make Me Yours Tonight. Ce single connait un important succès dans le monde francophone et turcophone.

## Biographie
Né le 2 novembre 1980 à Ankara, Mustafa Ceceli se passionne dès l'enfance pour la musique. Il a commence à prendre des cours de piano dès l'âge de 6 ans dans un conservatoire. Il expérimente le métier d'acteur à l'âge de 8 ans pendant 13 épisodes d'une série sur la chaîne nationale turque TRT. Plus tard, il joue dans un film réalisé par l'UNICEF. 
Pendant son cursus universitaire, il joue dans des groupes amateurs en tant que batteur. Il obtient un diplôme en marketing à l'Université Yeditepe. 
Le 1er novembre 2008, il se marie avec Sinem Ceceli avec qui il a un fils, appelé Arin Ceceli, le 28 septembre 2011.

### Carrière
Il entame une carrière d'arrangeur musical avec plusieurs artistes renommés comme Sezen Aksu, Cenk Eren, Murat Boz, Ajda Pekkan ou encore Tarkan. 
Il a participé à plusieurs programmes télé sur les chaînes turques. En 2014, il était jury dans The Voice Kids.